# Bra
Bra je italská obec v provincii Cuneo v oblasti Piemont.
K 31. prosinci 2010 zde žilo 29 871 obyvatel.

## Sousední obce
Cavallermaggiore, Cherasco, La Morra, Pocapaglia, Sanfrè, Santa Vittoria d'Alba, Verduno